# Batu Berendam

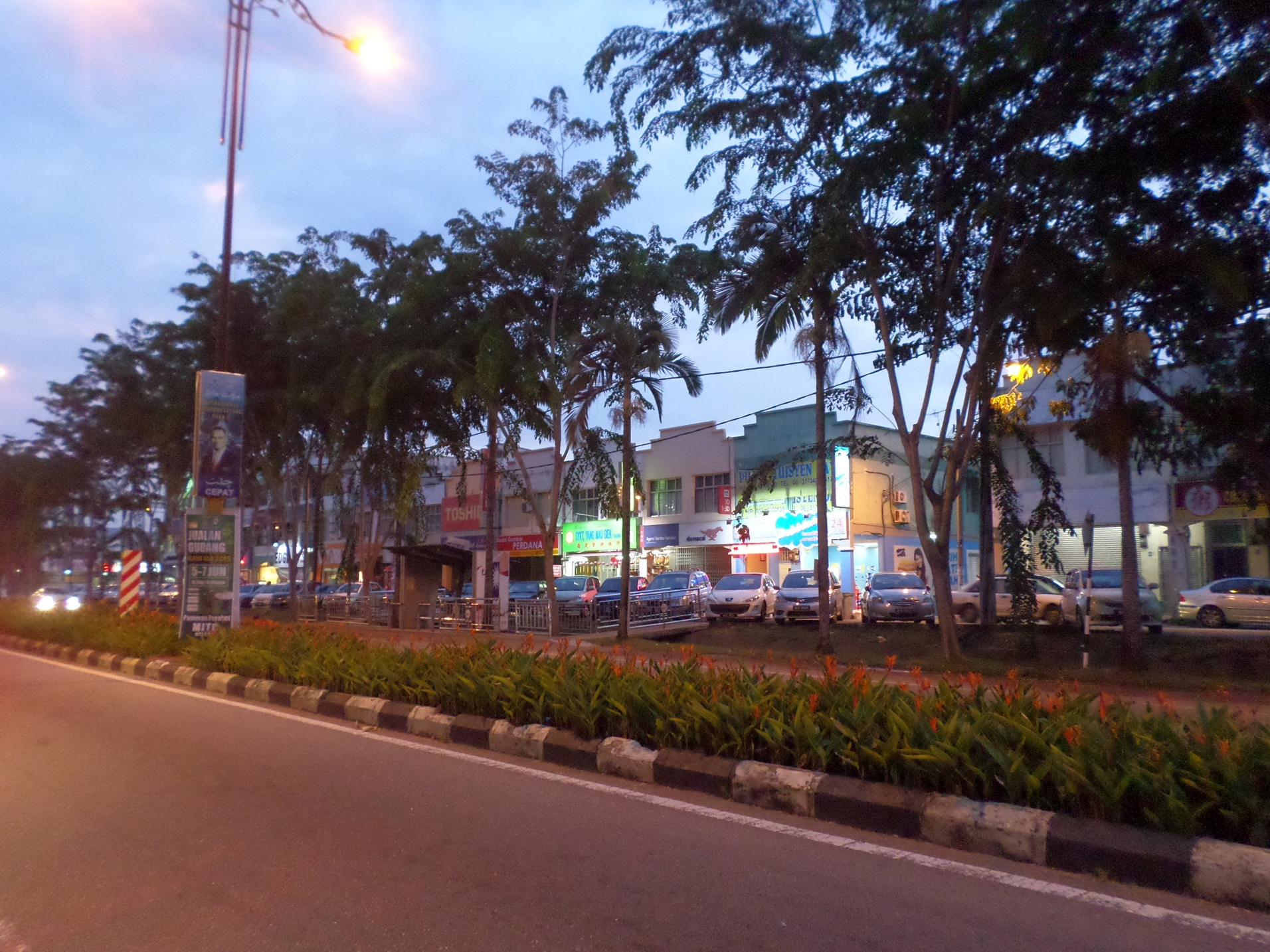
Batu Berendam

Batu Berendam is een stad in de Maleisische deelstaat Malakka.
Batu Berendam telt 1650 inwoners.